# Vincelles (Jura)
Vincelles ist eine ehemalige französische Gemeinde mit 401 Einwohnern (Stand: 1. Januar 2022) im Département Jura in der Region Bourgogne-Franche-Comté. Sie gehörte zum Arrondissement Lons-le-Saunier. Die Bewohner werden Vincellois und Vincelloises genannt.
Der Erlass des Präfekten vom 4. Juli 2016 legte mit Wirkung zum 1. Januar 2017 die Eingliederung von Vincelles als Commune déléguée zusammen mit den früheren Gemeinden Bonnaud, Grusse und Vercia zur Commune nouvelle Val-Sonnette fest.
Der Erlass des Präfekten vom 4. Dezember 2024 legte mit Wirkung zum 1. Januar 2025 die Eingliederung von Val-Sonnette zusammen mit der früheren Gemeinde Sainte-Agnès zur neuen, gleichnamigen Commune nouvelle Val-Sonnette fest. Bei dieser Fusion behält Vincelles den Status einer Commune déléguée in der neuen Commune nouvelle.

## Geografie

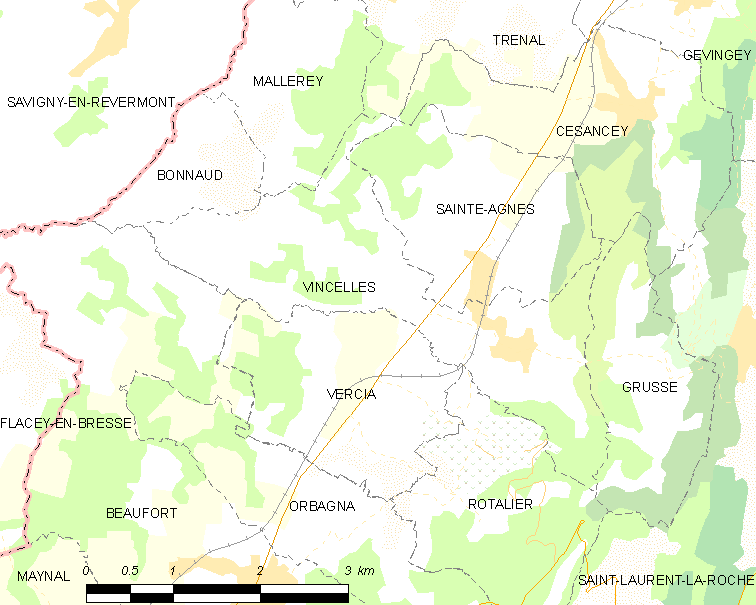
Karte von Vincelles

Vincelles liegt etwa 10 Kilometer südsüdwestlich von Lons-le-Saunier und etwa 48 Kilometer nordnordöstlich von Bourg-en-Bresse. Die östliche Hälfte des Ortsgebiets ist Teil der Région naturelle des Revermont, die westliche Hälfte ist Teil der Région naturelle der Bresse.
Die Sonnette durchströmt das Ortsgebiet von Ost nach West. Der Rivière d’Ésenand mündet im äußersten Westen in die Sonnette und bildet abschnittsweise eine natürliche Grenze zur benachbarten Commune déléguée Bonnaud. Das Sonnette-Tal bildet eine Senke zwischen drei mittelhohen, in Nord-Süd-Richtung orientierten Jurakämmen im Norden und Osten, im Süden breiterwerdend am Fuß eines mittelhohen parallelen Jurakamms. Das Zentrum liegt auf etwa 230 m Höhe. Der höchste Punkt von Vincelles wird im äußersten Südosten auf 440 m Höhe gemessen, die tiefste Stelle mit 194 m am Zusammenfluss von Sonnette und Rivière d’Ésenand.
Umgeben wird Vincelles von den vier Nachbargemeinden und den vier Communes déléguées von Val-Sonnette:
| Trenal                     | Sainte-Agnès (Commune déléguée)             | Cesancey                  |
| Bonnaud (Commune déléguée) | Kompassrose, die auf Nachbargemeinden zeigt | Grusse (Commune déléguée) |
| Beaufort-Orbagna           | Vercia (Commune déléguée)                   | Rotalier                  |

## Geschichte
Das Dorf Vincelles entstand im 11. Jahrhundert an der Stelle, an der es sich heute befindet. Davon zeugt die Kirche, die zu dieser Zeit erbaut und anschließend umgebaut wurde. Bis zum 18. Jahrhundert war Vincelles von der Seigneurie Saint-Laurent-la-Roche abhängig, die im Laufe der Zeit zerstückelt wurde, um Vasallenherren und Barone zu belohnen, insbesondere die Baronie Isle, die ihr Schloss auf der Wiese am Fuße des Dorfes am heutigen Lieu-dit Le Colombier errichtete.
Vincelles wurde 1595 und 1636 während der Eroberung der Franche-Comté durch die Franzosen niedergebrannt.
Von 1790 bis 1794 übernahm Vincelles schrittweise die bisher eigenständige Gemeinde Bonaisot.

### Bevölkerungsentwicklung

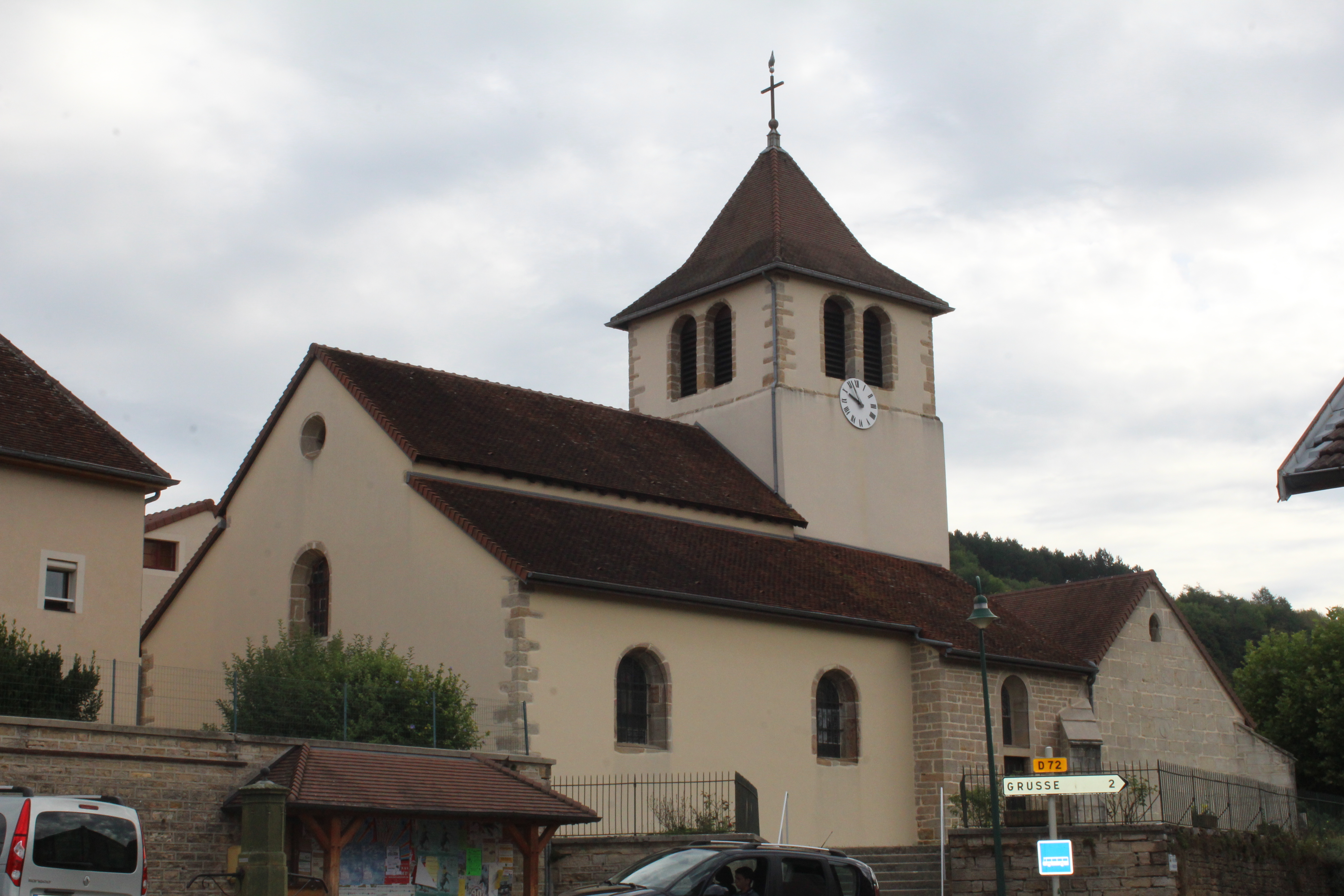
Kirche Assomption de la Bienheureuse Vierge Marie (Mariä Himmelfahrt)

| Vincelles: Einwohnerzahlen von 1793 bis 2020                                                                               | Vincelles: Einwohnerzahlen von 1793 bis 2020 | Vincelles: Einwohnerzahlen von 1793 bis 2020 | Vincelles: Einwohnerzahlen von 1793 bis 2020 | Vincelles: Einwohnerzahlen von 1793 bis 2020 |
| --- | -------------------------------------------- | -------------------------------------------- | -------------------------------------------- | -------------------------------------------- |
| Jahr |                                              |                                              |                                              | Einwohner                                    |
| 1793 | 1793                                         |                                              | 592                                          | 592                                          |
| 1800 | 1800                                         |                                              | 696                                          | 696                                          |
| 1806 | 1806                                         |                                              | 682                                          | 682                                          |
| 1821 | 1821                                         |                                              | 570                                          | 570                                          |
| 1831 | 1831                                         |                                              | 670                                          | 670                                          |
| 1836 | 1836                                         |                                              | 669                                          | 669                                          |
| 1841 | 1841                                         |                                              | 701                                          | 701                                          |
| 1846 | 1846                                         |                                              | 679                                          | 679                                          |
| 1851 | 1851                                         |                                              | 635                                          | 635                                          |
| 1856 | 1856                                         |                                              | 618                                          | 618                                          |
| 1861 | 1861                                         |                                              | 609                                          | 609                                          |
| 1866 | 1866                                         |                                              | 614                                          | 614                                          |
| 1872 | 1872                                         |                                              | 559                                          | 559                                          |
| 1876 | 1876                                         |                                              | 576                                          | 576                                          |
| 1881 | 1881                                         |                                              | 561                                          | 561                                          |
| 1886 | 1886                                         |                                              | 570                                          | 570                                          |
| 1891 | 1891                                         |                                              | 549                                          | 549                                          |
| 1896 | 1896                                         |                                              | 545                                          | 545                                          |
| 1901 | 1901                                         |                                              | 562                                          | 562                                          |
| 1906 | 1906                                         |                                              | 549                                          | 549                                          |
| 1911 | 1911                                         |                                              | 527                                          | 527                                          |
| 1921 | 1921                                         |                                              | 418                                          | 418                                          |
| 1926 | 1926                                         |                                              | 417                                          | 417                                          |
| 1931 | 1931                                         |                                              | 369                                          | 369                                          |
| 1936 | 1936                                         |                                              | 384                                          | 384                                          |
| 1946 | 1946                                         |                                              | 328                                          | 328                                          |
| 1954 | 1954                                         |                                              | 320                                          | 320                                          |
| 1962 | 1962                                         |                                              | 308                                          | 308                                          |
| 1968 | 1968                                         |                                              | 279                                          | 279                                          |
| 1975 | 1975                                         |                                              | 257                                          | 257                                          |
| 1982 | 1982                                         |                                              | 271                                          | 271                                          |
| 1990 | 1990                                         |                                              | 356                                          | 356                                          |
| 1999 | 1999                                         |                                              | 362                                          | 362                                          |
| 2006 | 2006                                         |                                              | 348                                          | 348                                          |
| 2013 | 2013                                         |                                              | 387                                          | 387                                          |
| 2020 | 2020                                         |                                              | 398                                          | 398                                          |
| Quelle(n): EHESS/Cassini bis 1999, INSEE ab 2006 Anmerkung(en): Ab 1962 offizielle Zahlen ohne Einwohner mit Zweitwohnsitz |                                              |                                              |                                              |                                              |

## Sehenswürdigkeiten
- Kirche Assomption de la Bienheureuse Vierge Marie